# بانج جين
بانج جين (بالصينية: 龐 進) هو مبارز بالسيف صيني، ولد في 27 سبتمبر 1960.

## وصلات خارجية
- بانج جين على موقع أوليمبيديا (الإنجليزية)